# Saint-Pierre-lès-Franqueville

Saint-Pierre-lès-Franqueville este o comună în departamentul Aisne din nordul Franței. În 1 ianuarie 2022 avea o populație de 41 de locuitori.